# 아티나 라켈 창가리
아티나 라켈 창가리(그리스어:  Αθηνά Ραχήλ Τσαγγάρη, 1966년 4월 2일 ~ )는 그리스의 영화 감독, 영화 각본가, 영화 제작자, 영상 디자이너이다.

## 작품 목록
- 슬로우 비즈니스 오브 고잉 (2000)
- 아텐버그 (2010)
- 슈발리에 (2015)
- 하베스트 (2024)